# 1433 Geramtina
1433 Geramtina eller 1937 UC är en asteroid i huvudbältet som upptäcktes 30 oktober 1937 av den belgiske astronomen Eugène Joseph Delporte i Uccle. Det har fått sitt namn efter den svenske astronomen Bror Asplinds syster.
Asteroiden har en diameter på ungefär 12 kilometer och den tillhör asteroidgruppen Gefion.